# Dolne Wymiary (gromada)
Dolne Wymiary – dawna gromada, czyli najmniejsza jednostka podziału terytorialnego Polskiej Rzeczypospolitej Ludowej w latach 1954–1972.
Gromady, z gromadzkimi radami narodowymi (GRN) jako organami władzy najniższego stopnia na wsi, funkcjonowały od reformy reorganizującej administrację wiejską przeprowadzonej jesienią 1954 do momentu ich zniesienia z dniem 1 stycznia 1973, tym samym wypierając organizację gminną w latach 1954–1972.
Gromadę Dolne Wymiary z siedzibą GRN w Dolnych Wymiarach utworzono 31 grudnia 1961 w powiecie chełmińskim w woj. bydgoskim z obszarów zniesionych gromad Górne Wymiary i Podwiesk w tymże powiecie.
Według stanu na rok 1966 gromada obejmowała powierzchnię 68,9 km² i zamieszkana była przez 3863 mieszkańców. W jej skład wchodziły następujące sołectwa: Dolne Wymiary (wraz z wsią Kolenki), Dorposz Chełmiński, Górne Wymiary, Klamry (wraz ze wsią Dołki), Kolno, Łęg, Małe Łunawy (wraz z wsią Wielkie Łunawy), Nowe Dobra, Nowawieś Chełmińska, Ostrów Świecki, Podwiesk.
1 stycznia 1969 do gromady Dolne Wymiary włączono grunty rolne o powierzchni ogólnej 413,88 ha z miasta Chełmna w tymże powiecie.
1 stycznia 1972 z gromady Dolne Wymiary wyłączono tereny o powierzchni ogólnej 69,68 ha, włączając je do miasta Chełmna w tymże powiecie.
Gromada przetrwała do końca 1972 roku, czyli do kolejnej reformy gminnej.